# Basílica de Santa María de Guadalupe
La basílica de Santa María de Guadalupe, llamada oficialmente Insigne y Nacional Basílica de Santa María de Guadalupe, es un santuario de la Iglesia católica, dedicado a la Virgen María en su advocación de Guadalupe, ubicado al pie del Cerro del Tepeyac en la alcaldía Gustavo A. Madero de la Ciudad de México. Pertenece a la Arquidiócesis Primada de México por medio de la Vicaría Episcopal de Guadalupe que desde el 26 de noviembre de 2023 se encuentra al cuidado del canónigo Efraín Hernández Díaz quien tiene el título de vicario general y episcopal de Guadalupe y rector de la basílica.
Es el recinto mariano más visitado del mundo, superado solo por la Basílica de San Pedro. Si bien las cifras que se citan no son uniformes, anualmente unos veinte millones de peregrinos visitan el santuario, de los cuales cerca de nueve millones lo hacen en los días cercanos al 12 de diciembre, día en que se festeja a Santa María de Guadalupe. Anualmente, la basílica de Santa María de Guadalupe tiene al menos el doble de visitantes que los santuarios marianos más conocidos, por lo que constituye un destacado fenómeno social y cultural.

## Historia

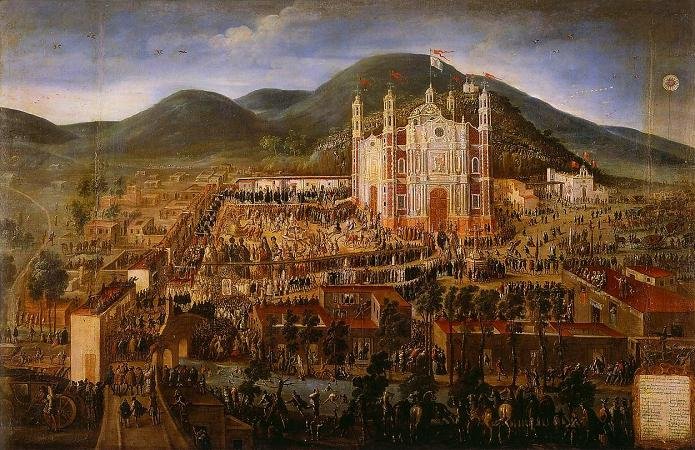
Traslado de la imagen y dedicación del santuario de Guadalupe, Ciudad de México. Manuel de Arellano, 1709.

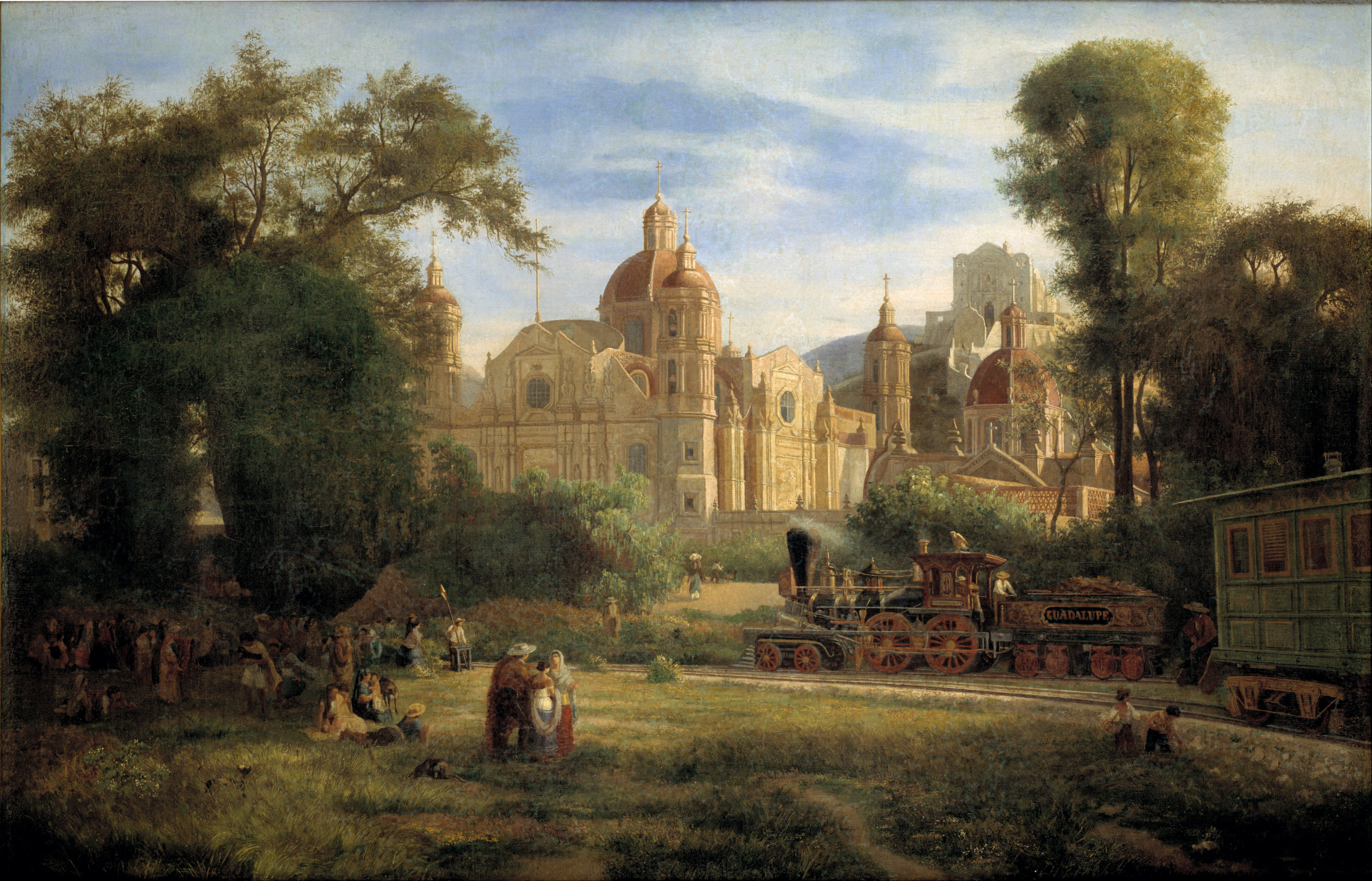
La Colegiata de Guadalupe (1859) de Luis Coto.

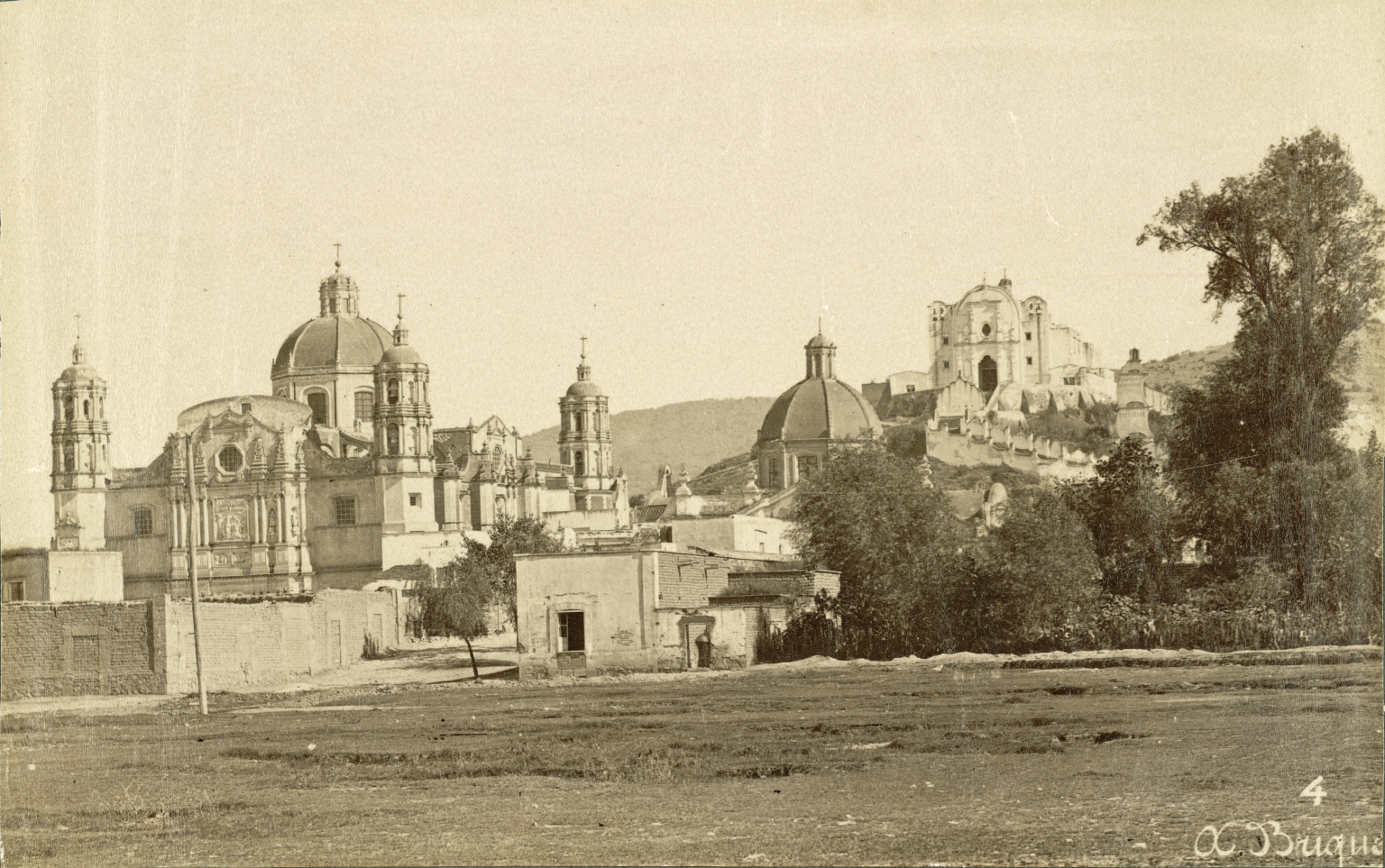
La Villa, 1885.

El templo conocido como la Antigua Basílica de Guadalupe fue edificado por el arquitecto Pedro de Arrieta, comenzando su construcción en marzo de 1695. El día 1 de mayo de 1709 abrió sus puertas, con un solemne novenario. En 1749 recibió el título de colegiata, es decir, que sin ser catedral, posee su propio cabildo y tenía un Abad. Su portada es exenta y simula un biombo, las cuatro torres octagonales de sus esquinas (coronadas con mosaicos o azulejos del tipo llamado talavera amarilla con cenefa azul, lo mismo que la cúpula del crucero) tienen un significado asociado a la Nueva Jerusalén, la Jerusalén de oro, mencionada en el Apocalipsis (Ap 21, 18).
Principiando el siglo XIX, debido a la construcción del convento de Capuchinas, la Colegiata sufría de graves daños en paredes y bóvedas, por lo cual fue necesario restaurar los daños y con este motivo redecorar el santuario en estilo neoclásico, desapareciendo el barroco. En el santuario, la reforma comenzó hacia el año de 1804, concluyendo hasta 1836. Entre 1810 y 1822 la obra se suspendió debido a la guerra de independencia. El diseño fue hecho por Agustín Paz y ejecutado por el arquitecto neoclasicista Manuel Tolsá.
Entre los años 1887 y 1895, con motivo de la Solemne Coronación Pontificia, el edificio sufrió una gran reforma de conservación, pues la estructura estaba dañada debido al paso del tiempo. Entre las reformas se contempló el desplazamiento de la sillería del coro de canónigos y la colocación del retablo de mármol de Carrara, acompañado de un baldaquino de columnas de granito escocés con esculturas de arcángeles de bronce. Se hizo una ampliación del edificio por la parte norte, re-adecuando las áreas del cabildo y la sacristía. En los muros fueron colocadas pinturas monumentales representando algún acontecimiento guadalupeño, de las cuales cuatro son de grandes dimensiones.
Concluida la obra, fue coronada solemnemente la Virgen de Guadalupe en 1895 por el arzobispo Próspero María Alarcón y Sánchez de la Barquera acompañado de otros obispos de la República.
En 1904 la colegiata es elevada al rango de basílica. En tiempos de la guerra cristera una bomba estalló en el altar mayor, habiendo llegado oculta dentro de un arreglo floral. Alrededor de las 10:30 de la mañana estalló causando daños a las escalinatas del altar y algunos daños más en los vitrales. Al ayate original no le pasó nada, solamente a un crucifijo, el cual se dobló y del que se dice que evitó que le pasara algo a la imagen de la Virgen, propiciando después que el altar fuera arreglado colocando la imagen un metro más alto.
Debido a este suceso, la imagen fue remplazada por una copia fiel y resguardada en la casa de unas personas devotas, y devuelta a su altar hasta 1929.
En ese mismo año al cabildo se le informó que la basílica sufría grandes daños en las bóvedas, y cercanas las fiestas del cuarto centenario de las apariciones de Santa María de Guadalupe a Juan Diego, el templo sufrió una última reforma de ampliación de la nave principal, trasladando el retablo de mármol y el baldaquino hacia atrás, lo que acrecentaría la zona de la feligresía.
Fue colocado un órgano monumental en el área del coro, fue sustituido el piso de madera por uno de mármol, se construyó un nuevo transepto más alto que el original, que serviría para resguardar dos órganos y al centro construir un cimborrio, que ayudaría a iluminar el presbiterio.
En el área del presbiterio se colocó parte de la sillería original de la Colegiata. Para ingresar al presbiterio se construyó una gran escalinata cerrada a ambos lados con dos águilas de bronce.
La bóveda de la cúpula fue revestida en mosaico veneciano, obra de Bartolomé Galotti, quien diseñó también las pechinas de la cúpula central y las pechinas de las cuatro bóvedas vaídas, en cada una de las cuales, en el mismo material, colocó un profeta del Antiguo Testamento.
Toda la obra corrió a cargo del arquitecto Luis G. Olvera, quien rediseñó los marcos de las pinturas así como la yesería ornamental de estilo neobarroco que encontramos actualmente en bóvedas y muros.
En cada uno de los ventanales se colocó un emplomado realizado por la Casa Víctor Marco y donados por la sociedad mexicana de la época. Cada uno representa un pasaje del Evangelio en el que aparece la Virgen María.
La capilla del Sagrario fue también redecorada al nuevo estilo de la basílica. En el altar se colocó un sagrario de plata cincelada y fundida que reproduce la fachada del convento de San Agustín, en Acolman; tal sagrario es obra de Vicente Torres. En el área del ábside se incluyó un retablo que alberga parte de lo que los creyentes católicos consideran el tesoro espiritual de la basílica: reliquias de los Lugares Santos y de diferentes santos de la Iglesia católica. En la colección destaca una reliquia particular: una astilla de la Vera Cruz.
En esta capilla se resguarda parte del barandal original del siglo XVIII y la sillería coral de madera de cedro tallada estilo rococó junto con la reja con piezas de diferentes metales, misma que fue colocada en esta capilla en la década de los 1960s por el abad Guillermo Shulemburg.
Para mediados del siglo XX, el edificio sufría de gran deterioro estructural y hundimiento desproporcionado, a lo que se sumaba el espacio ya insuficiente para albergar las grandes peregrinaciones que acudían a la basílica. Esto obligó a su cierre y la construcción de un templo más grande. Ya terminada gran parte de la obra, el 12 de octubre de 1976 se trasladó el ayate a su nueva sede y se cerró la que fuera casa de Santa María de Guadalupe por 267 años.
En 1979, el INAH (Instituto Nacional de Antropología e Historia), Conaculta y la Conferencia del Episcopado Mexicano inician un proyecto de restauración para evitar la pérdida del edificio. Este proyecto, al igual que el proyecto de recuperación de la Catedral Metropolitana de la Ciudad de México y el de la Torre de Pisa en Italia, consiste en evitar la caída de edificios con estructuras pesadas contraídos sobre suelos blandos que sufren de hundimiento no uniforme, levantando lentamente la estructura con gatos hidráulicos y posteriormente sustituyendo el suelo blando con pilotes de concreto. Aunque este proyecto de recuperación no finalizó en su totalidad, su primera y principal etapa concluyó en el año 2000, justo a tiempo para celebrar el Jubileo. En ese año, la Antigua Basílica, ahora con la denominación de Templo Expiatorio a Cristo Rey fue reabierta a los visitantes en el marco del Año Santo y del Congreso Eucarístico Nacional, que se llevó a cabo en la Ciudad de México. En ella se expone al Santísimo Sacramento las 24 horas del día.
Actualmente el edificio ya fue restaurado en su mayor parte, cuenta con un nuevo piso de mármol en el área de la feligresía y el presbiterio, así como un restaurado órgano Würlitzer de 1931, que había permanecido en silencio 34 años. El templo cuenta con actividades evangelizadoras y culturales, como los miércoles de enseñanza denominados «Miércoles de comunidad», y retiros mensuales. Entre las actividades culturales se cuentan variados conciertos en el transcurso del año.

## Conjunto religioso del Tepeyac
El recinto está conformado por varias iglesias y edificios entre los cuales se encuentran los señalados a continuación.

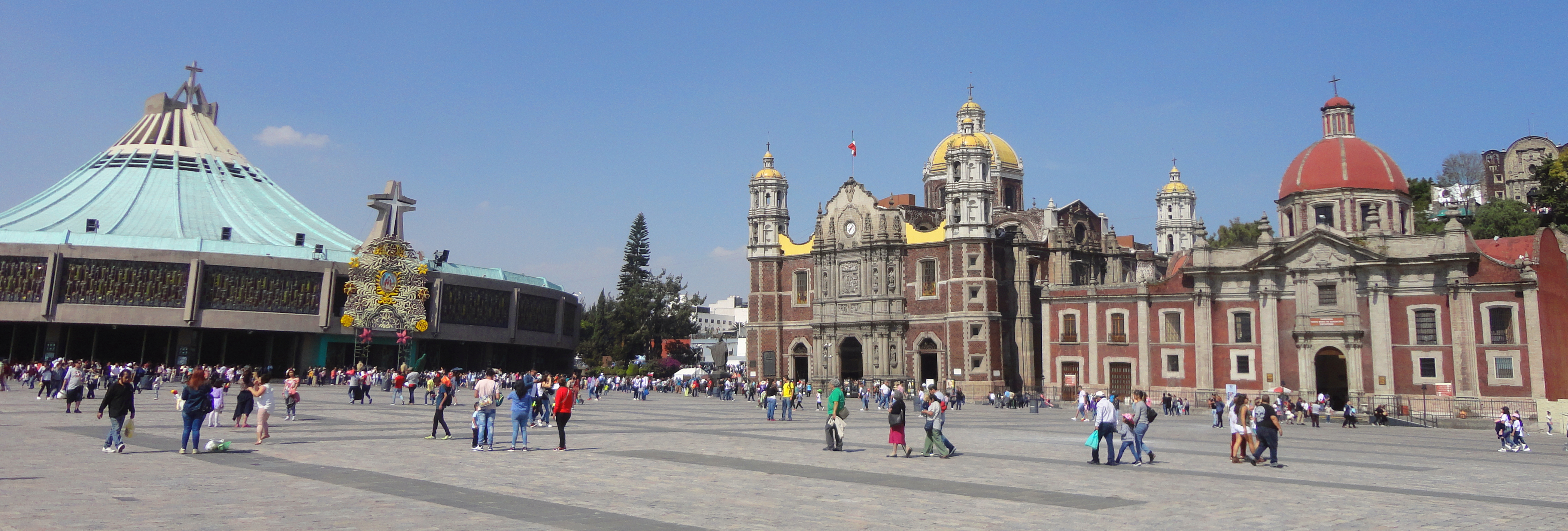
Vista panorámica del Atrio de las Américas.

### Capilla de Indios

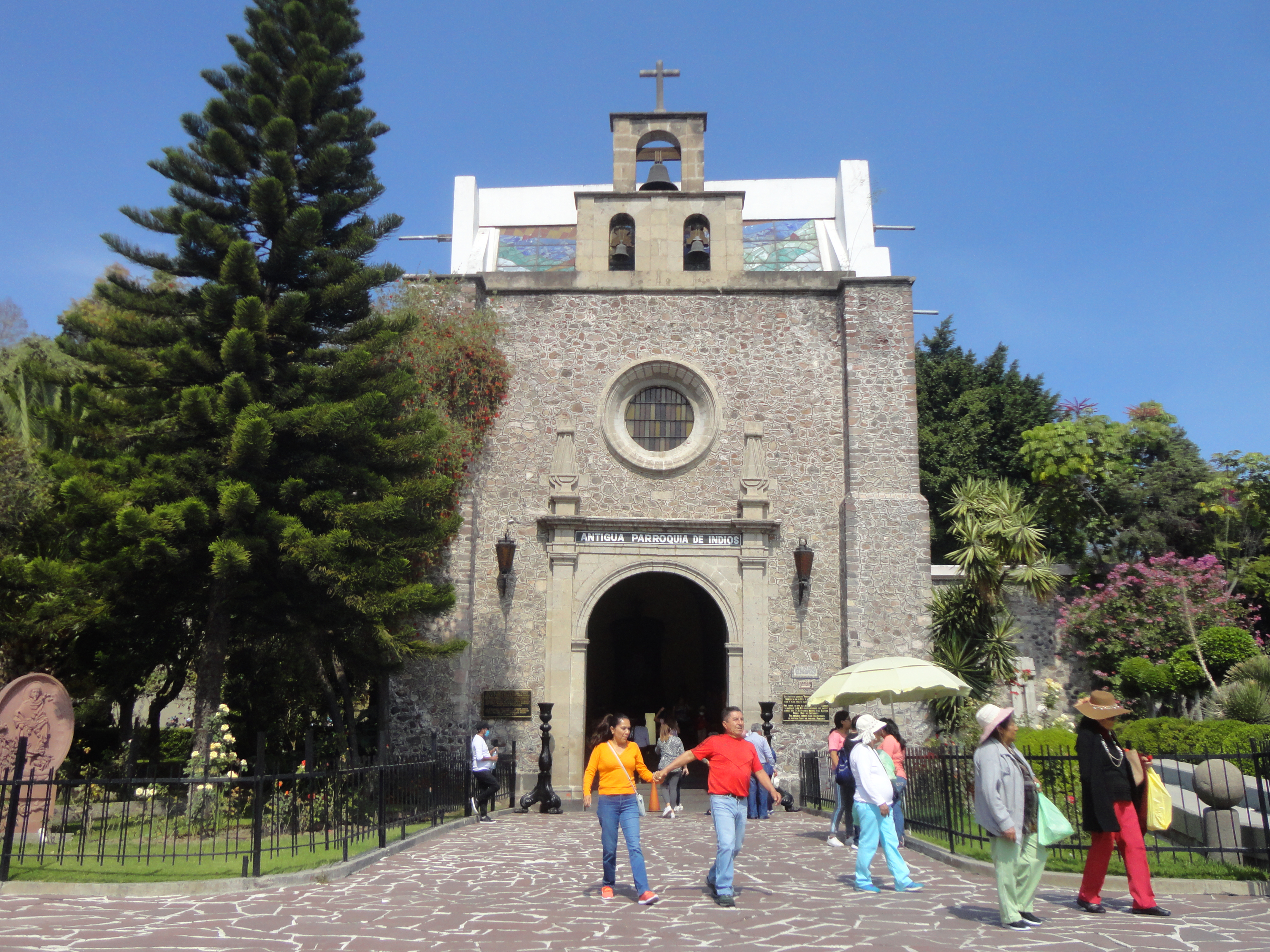
Antigua Parroquia de Indios.

Es un templo construido en 1649 por Luis Lasso de la Vega. Según la tradición, albergó la imagen de Santa María de Guadalupe desde 1695 hasta 1709 —año en que fue trasladada al templo conocido como Antigua Basílica— y el estandarte de Miguel Hidalgo desde 1853 hasta 1896. El nombre se debe a que originalmente esta capilla fue edificada para el culto de la población indígena a la Virgen. Se conservan debajo de la misma los cimientos de los dos primeros templos dedicados a la Virgen que mandó construir fray Juan de Zumarraga en el lugar indicado por san Juan Diego, días después de la por él declarada aparición de la Virgen de Guadalupe. Desde 1531 hasta su muerte en 1548, vivió en este lugar Juan Diego (y en el mismo lugar se conservan sus reliquias o restos), encargado de cuidar el primer templo.

### Capilla del Cerrito

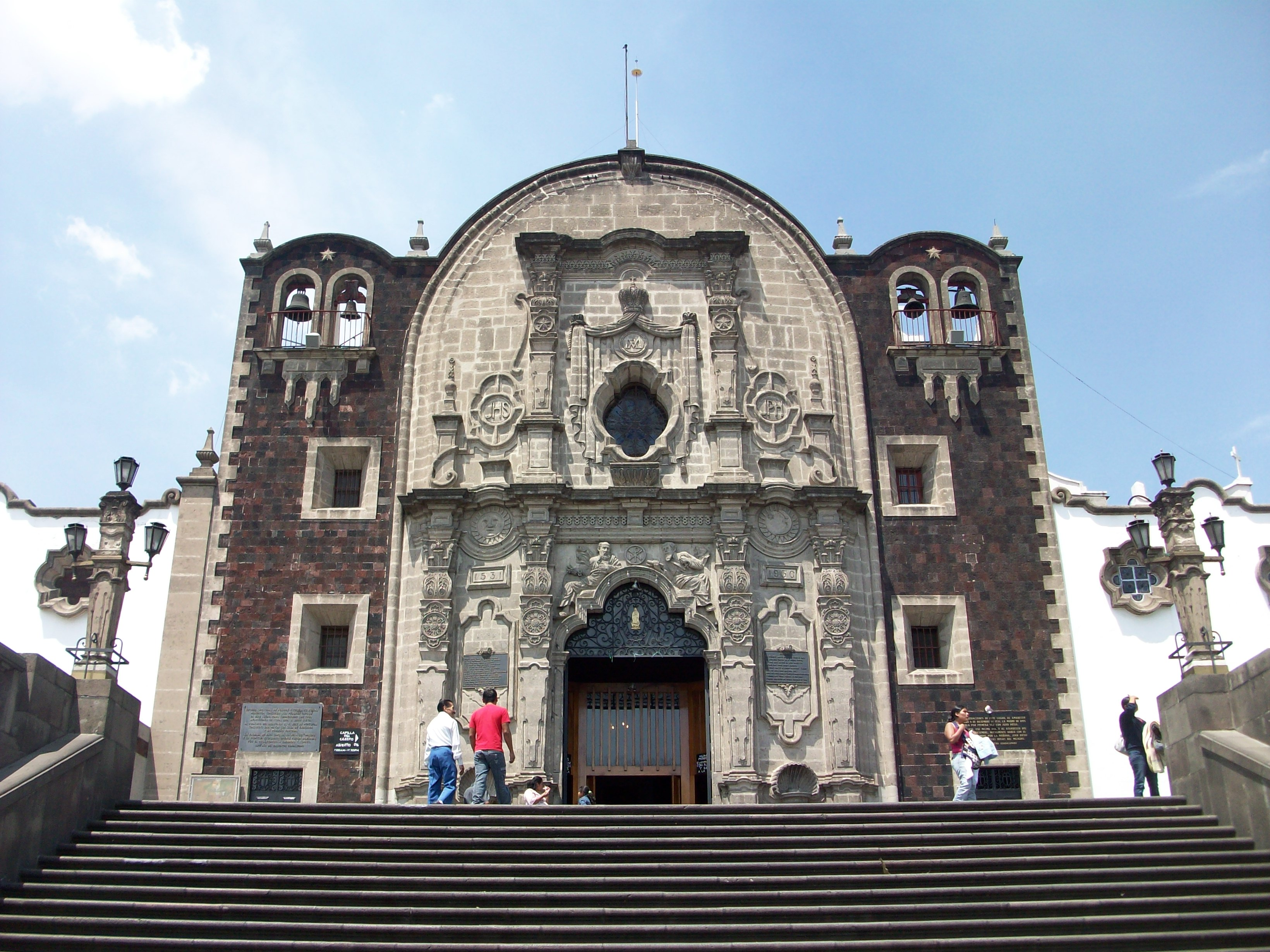
Capilla del Cerrito, Tepeyac.

Es la parroquia donde se recuerda el milagro de las flores frescas y la primera de las apariciones de Santa María de Guadalupe. Se construyó una primera capilla en el cerro del Tepeyac en 1666 por voluntad de Cristóbal de Aguirre y Teresa Pelegina. Hacia 1740, el padre J. de Montufar ordenó la construcción del templo actual, al lado del cual se edificó la casa del capellán que al ser ampliada se usó para ejercicios. En su interior se observan frescos del pintor muralista Fernando Leal, a quien se le encomendó narrar la historia de las apariciones, y quien plasma el encuentro de las culturas y el arraigo de la fe. En tiempos de la Nueva España, esta capilla estuvo consagrada a San Miguel arcángel, quien se representa siempre protegiendo a la Virgen (Apocalipsis 12, 7). Según la tradición novohispana, fue san Miguel quien bajó del cielo a la tierra el retrato de la Virgen, pintado en el obrador celestial. En su momento fue patrono de la Ciudad de México. En 1945 y 1950 se reparó el templo y se construyó una pequeña plazoleta a la que se le colocaron cuatro esculturas de los arcángeles Miguel, Rafael, Gabriel y Uriel, obra del escultor Ernesto Tamariz. En esta capilla actualmente se encuentra el convento de las carmelitas, comunidad de enclaustro que realiza actividades relacionadas con el cuidado de la capilla y oración por el mundo. El último de sus capellanes fue el sacerdote arcipreste, Carlos Vargos, quien fungió como tal junto a su sacristán, el Sr. Diego Velázquez.

### Panteón del Tepeyac

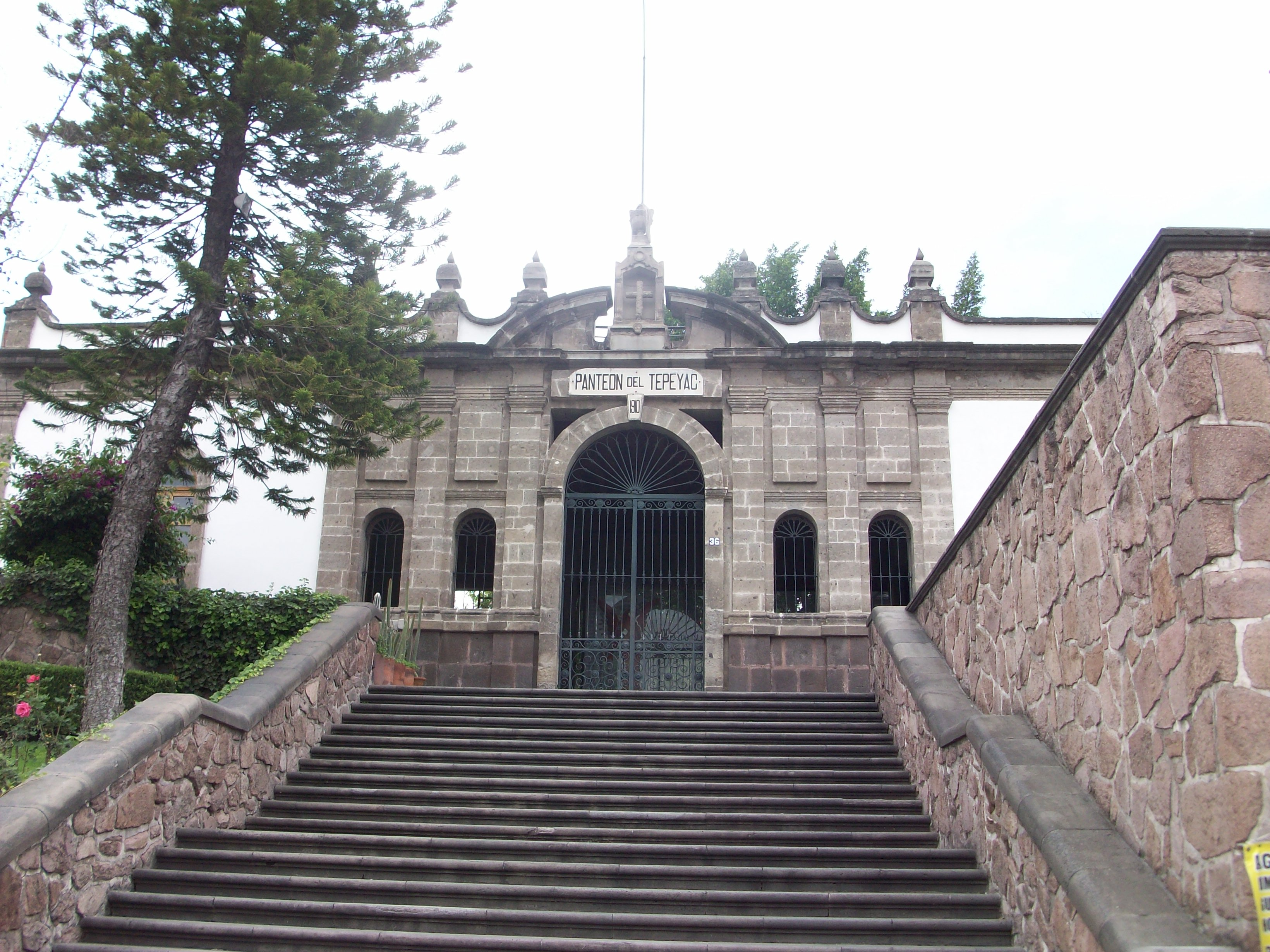
Entrada al panteón del Tepeyac.

Es uno de los cementerios de la época virreinal que aún se encuentran en actividad. Este se ubica en el lado poniente de la cima del cerro del Tepeyac, extendiéndose hasta la parte trasera del cerro, al lado de la capilla del Cerrito. El cementerio fue construido como complemento de la capilla del Cerrito en 1740. En este cementerio descansan los restos de diferentes personalidades de la historia de México como son: Xavier Villaurrutia, Lorenzo de la Hidalga, Ángel de Iturbide (hijo de Agustín de Iturbide), Delfina Ortega (primera esposa de Porfirio Díaz), Manuel María Contreras, Rafael Lucio Nájera, Gabriel Mancera, Antonio Martínez de Castro, José María Velasco Gómez, Bernardo Reyes, Ernesto Elorduy, Ponciano Díaz, la familia Chimalpopoca (emparentada con Cuauhtémoc), el expresidente de México, Antonio López de Santa Anna y su esposa Dolores Tosta. Se considera al panteón del Tepeyac como zona de monumentos históricos nacionales, por lo cual se encuentra protegido por la ley de monumentos y zonas arqueológicas, artísticas e históricas.

### Capilla del Pocito

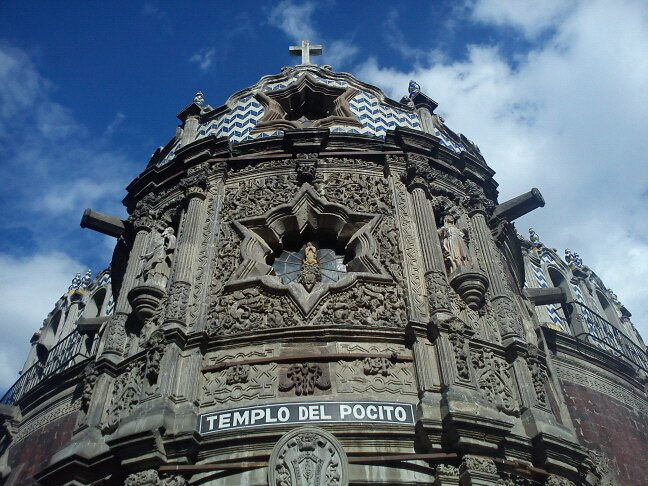
Templo del Pocito.

Templo ubicado en las cercanías de la falda oriente del cerro del Tepeyac. Fue construido de 1777 a 1791 y diseñado por el arquitecto Francisco Guerrero y Torres. Fue edificado sobre un pozo de aguas consideradas milagrosas, así, pronto comenzaron las peregrinaciones al lugar. Gran cantidad de enfermos bebía y lavaba sus heridas en el mismo sitio, por lo que pronto se convirtió en foco de infecciones. Para controlar las epidemias se impidió el acceso directo al pozo y se construyó una techumbre sencilla, pero las peregrinaciones continuaron. Para 1777 se tomó la decisión de construir un templo en el sitio.
El sello particular de esta capilla pequeña, considerada joya arquitectónica del estilo barroco, es su forma pues su planta es la única de base circular o céntrica levantada durante el siglo XVIII que se conserva en México. Este carácter permite que el visitante perciba el espacio poco a poco, como si este se escondiera. El movimiento que le imprime a la cúpula la decoración en zigzag, lo mismo que las líneas multiformes utilizadas en las ventanas contribuye a crear esta atmósfera de movimiento lento. Todos los símbolos que cargan los angelitos pintados en la cúpula, son los símbolos marianos que aparecen en la Letanía Lauretana, parte final del rezo del rosario: espejo de virtudes, torre de David, estrella de la mañana, etc. Otro elemento importante de la decoración es el Juan Diego que sostiene el púlpito de madera.
En 1815 el insurgente José María Morelos se le permitió como última voluntad ir a orar a la Virgen de Guadalupe en este templo antes de ser ejecutado en una población cercana en el actual municipio de Ecatepec de Morelos.
Con las obras de creación del Atrio de las Américas en la década de 1950, el templo pasó de estar inmerso en la traza urbana a encontrarse aislado de ésta, tal como se lo contempla en la actualidad.

### Templo y Antiguo Convento de las Capuchinas

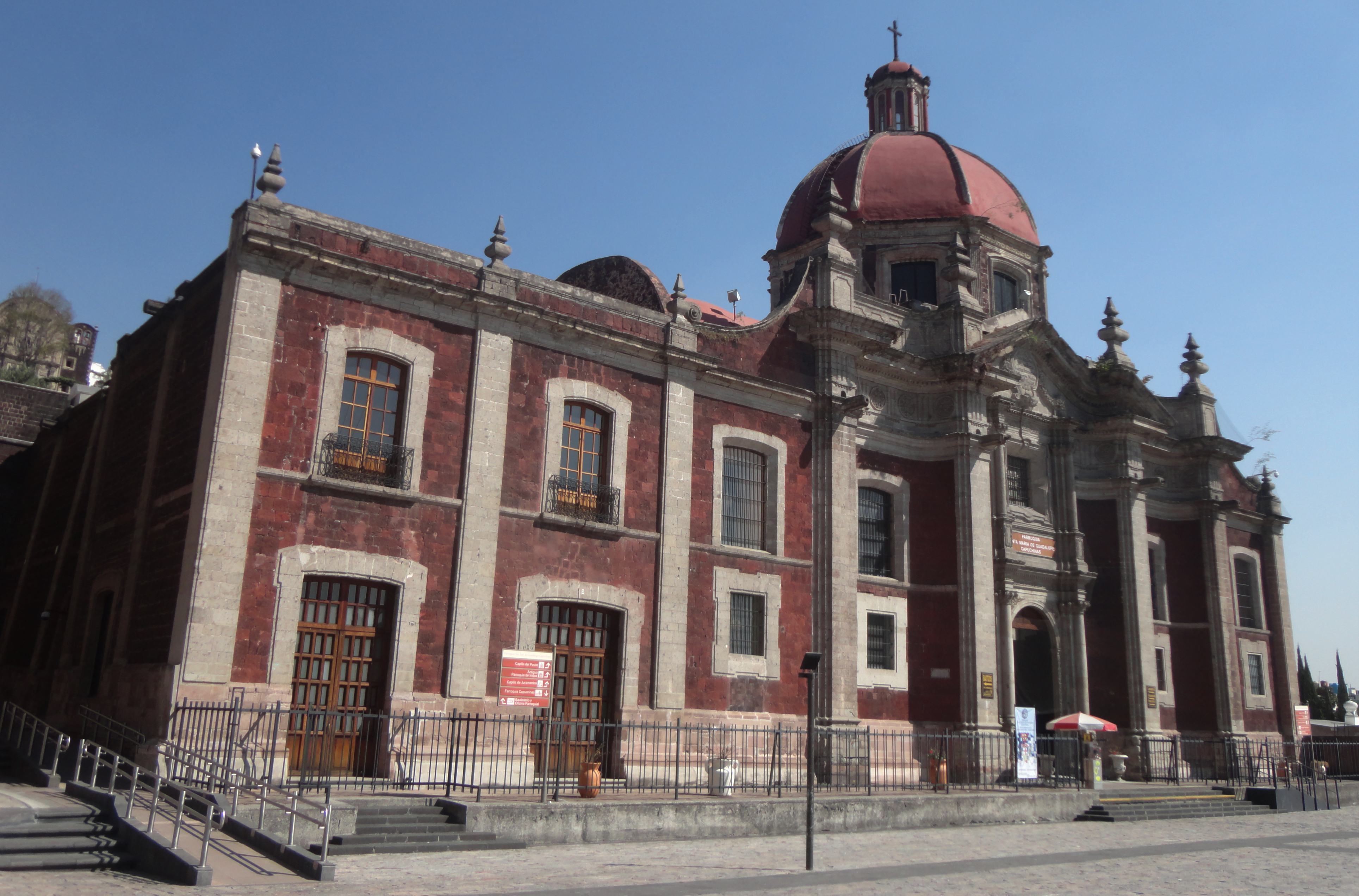
Templo y convento de las Capuchinas.

El exconvento y Parroquia de Santa María de Guadalupe - Capuchinas es un templo ubicado al costado oriente del Templo expiatorio a Cristo Rey. Fue diseñado por el arquitecto Ignacio Castera, en terrenos de una finca donados por Salvador Beltrán, y construida entre 1792 y 1797. El edificio fue ocupado por madres capuchinas de Santa María de Guadalupe. El convento fue fundado por la sierva Sor María Ana, y exclaustradas el 26 de febrero de 1863. El templo a través de la historia de la Colegiata ha albergado a la Santísima Virgen de Guadalupe cuando el templo era cerrado por cualquier cuestión, ya sea reforma o remodelación. A causa de la inestabilidad del subsuelo, el inmueble estaba sufriendo hundimientos diferenciales, por lo que tuvo que ser intervenido entre 1976 y 1982 con pilotes de control, corrigiéndose el hundimiento del templo, aunque el convento aún se encuentra con un considerable hundimiento.

### Instalaciones para investigación
El Archivo Histórico de la Basílica de Guadalupe es una colección de documentos principalmente novohispanos, divididos en tres ramos: Clavería, Parroquia y Secretaría Particular. También resguarda el Archivo y Biblioteca Musical, con partituras de 131 autores mexicanos, 77 italianos, 23 españoles y de otras nacionalidades. Dentro del conjunto se encuentra la Biblioteca Teológica Lorenzo Boturini, con 70 años de historia activa y más de 22 000 volúmenes en la actualidad.

### Museo de la Basílica de Guadalupe

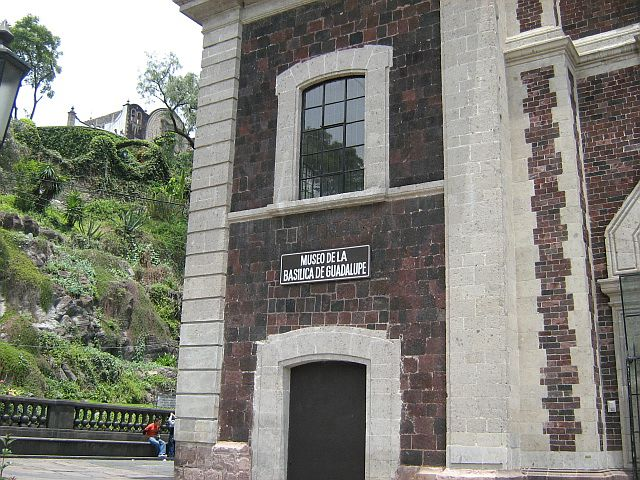
Entrada al Museo de la Basílica de Guadalupe.

El museo, inaugurado en 1941, en el ala norte del antiguo convento de Capuchinas alberga una importante colección de arte novohispano compuesta por cerca de 4000 bienes culturales, muchos de ellos únicos e irrepetibles, que incluyen pinturas, esculturas, joyería, orfebrería y otras. Posee obras de los pintores más importantes de la Nueva España, destacando las de Cristóbal de Villalpando, Miguel Cabrera, Matías de Arteaga y Alfaro, Juan Correa, Juan Cordero, José de Ibarra, Sebastián López de Arteaga, Nicolás Rodríguez Juárez, Baltasar de Echave Ibía y José de Alcíbar. Su vestíbulo tiene más de 2000 ex-votos dedicados a la Virgen de Guadalupe y es espacio para exposiciones temporales.

### Templo Expiatorio a Cristo Rey (Antigua Basílica de Guadalupe)

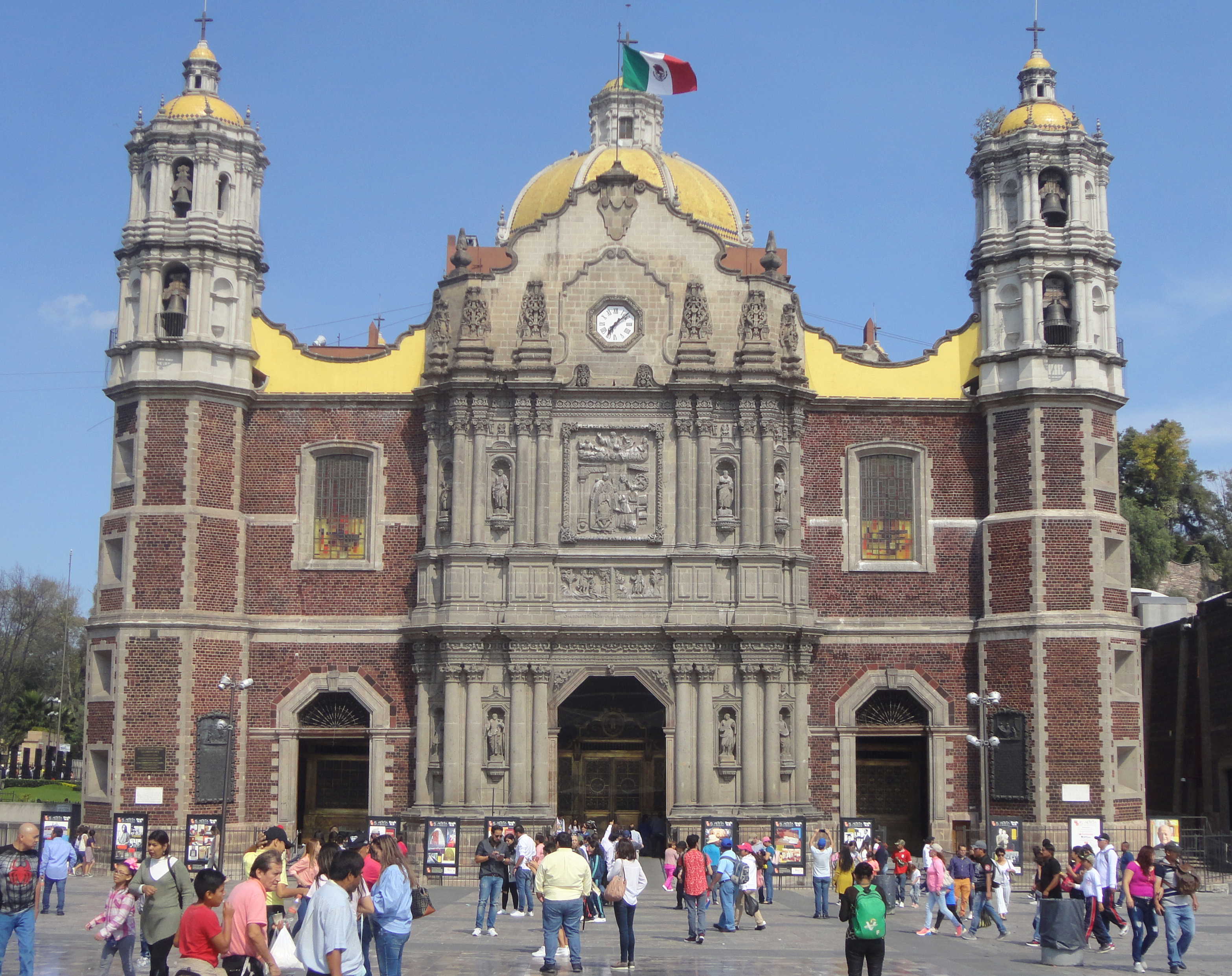
Templo Expiatorio a Cristo Rey.

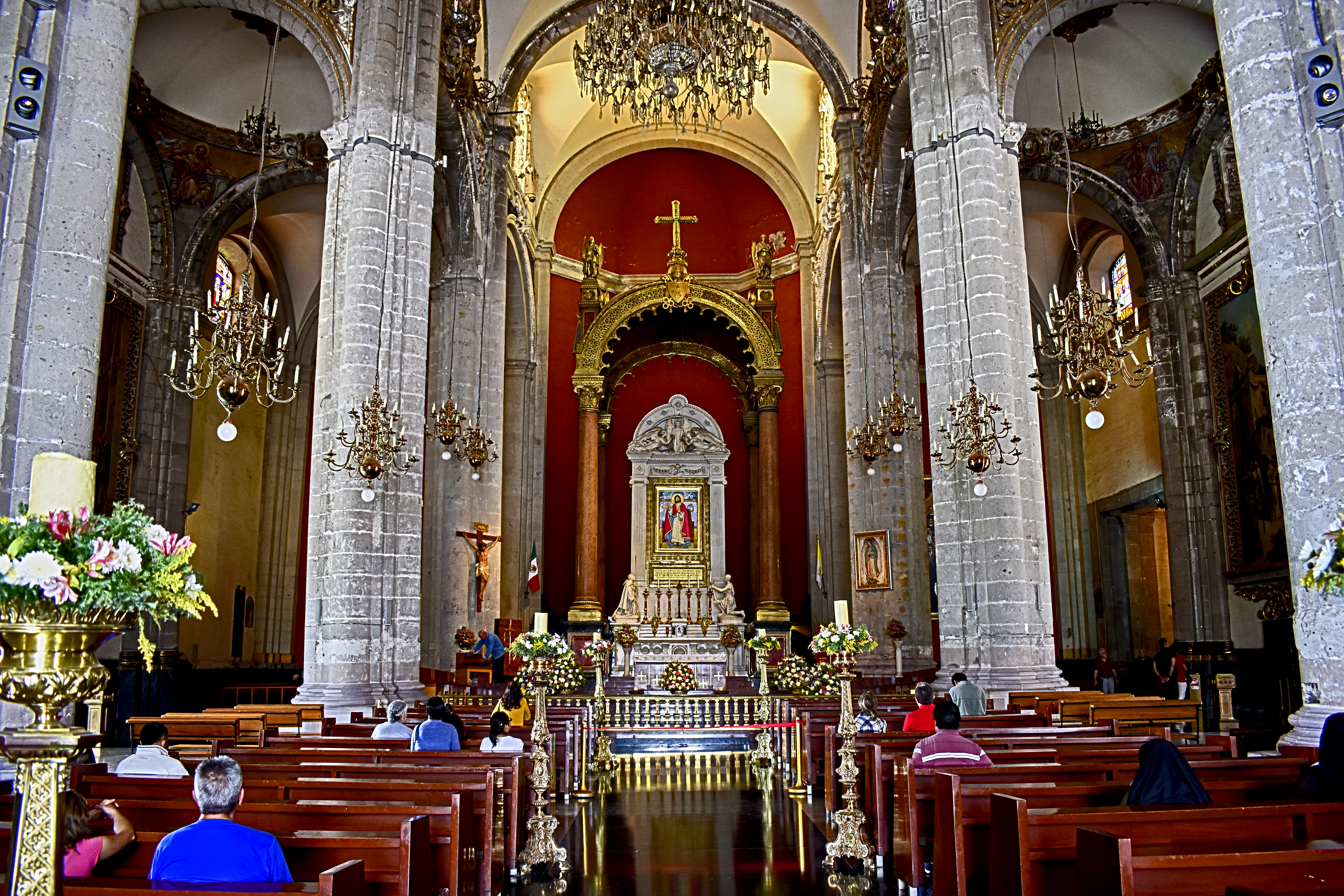
Interior de la Antigua Basílica.

Su construcción dio inicio con la colocación de la primera piedra el 25 de marzo de 1695, y concluida en abril de 1709. El arquitecto Pedro de Arrieta fue el diseñador de este nuevo templo para la virgen. Cuenta con cuatro torres octagonales en cada una de sus esquinas, quince bóvedas y una cúpula octogonal con linternilla recubierta en talavera amarilla y azul. En 1749 recibió el título de colegiata, una designación a ciertos templos católicos que permite ser administrados tanto pastoralmente como administrativamente por un grupo de sacerdotes denominado «cabildo».
A principios del siglo XIX, y con motivo de la construcción del convento de Capuchinas al costado oriente, el templo sufrió graves daños, por lo que tuvo que ser reparado, y debido a este motivo tuvo un total cambio en su interior. Desapareció el estilo barroco y fue sustituido por la arquitectura neoclásica, con un altar diseñado por José Agustín Paz y Manuel Tolsá.
En 1904, la colegiata fue elevada a rango de basílica, por decisión pontificia. La coronación papal fue el 12 de diciembre de ese mismo año.
El 14 de noviembre de 1921, se colocó una bomba con la intención de dañar la sagrada imagen.
En 1926, debido a la persecución religiosa por la Guerra Cristera y el Maximato, la Basílica cerró sus puertas, y fue reabierta al culto en 1929. Al reiniciar el culto se iniciaron una serie de trabajos de conservación y restauración dentro del templo. Aunado a la reforma arquitectónica en su interior, proyecto del arquitecto Luis G. Olvera, todo su interior fue totalmente reformado, removiendo el altar y colocando al fondo del ábside un nuevo órgano monumental, de la casa "Wurlitzer" de origen alemán. También la Capilla del Sagrario fue reformada, sustituyendo sus techos de artesonado por tres bóvedas decoradas con frescos y medallones. En este espacio se cuenta con un sagrario de plata fundida y cincelada por Vicente Torres, reproduciendo a escala la fachada del antiguo convento de Acolman, y con un nuevo retablo, construido con piezas de anteriores retablos. Las obras se concluyeron en octubre de 1938.
Como seguían los daños estructurales en la basílica, debido al hundimiento diferencial que sufría, se decidió construir un nuevo templo. El 12 de diciembre de 1974 el arzobispo primado de México, Dario Miranda, bendijo y colocó la primera piedra, dando inicio a la construcción de la Basílica actual, que fue dedicada solemnemente el 12 de octubre de 1976, cuando la imagen fue trasladada a la ubicación que hoy tiene. Mientras tanto, la antigua Basílica de Guadalupe cerró sus puertas por 24 años. En 1979 el INAH comenzó un proceso de recuperación del edificio sobre la base de pilotes de control, con lo que se logró nivelar nuevamente el edificio y evitar su pérdida. Hacia el 2000 y con la etapa principal terminada, el templo volvió a abrir sus puertas, esta vez con el nombre de "Templo Expiatorio a Cristo Rey".
Hoy, la antigua Basílica se encuentra en restauración; se han retirado las férulas de concreto que cubrían las ocho columnas en sus interior, ha sido colocado un nuevo tapete de mármol en color verde y café, similar al que existía anteriormente, ha concluido la restauración e iluminación de la Capilla del Sagrario, así como de las seis pinturas monumentales y los vitrales de la casa Víctor Marco. En 2009, con motivo del tricentenario de su dedicación y apertura, el templo estrenó una nueva iluminación exterior. Además, ha sido rehabilitado el reloj y el órgano monumental, tesoros que se conservan en su interior.

### Nueva Basílica de Guadalupe

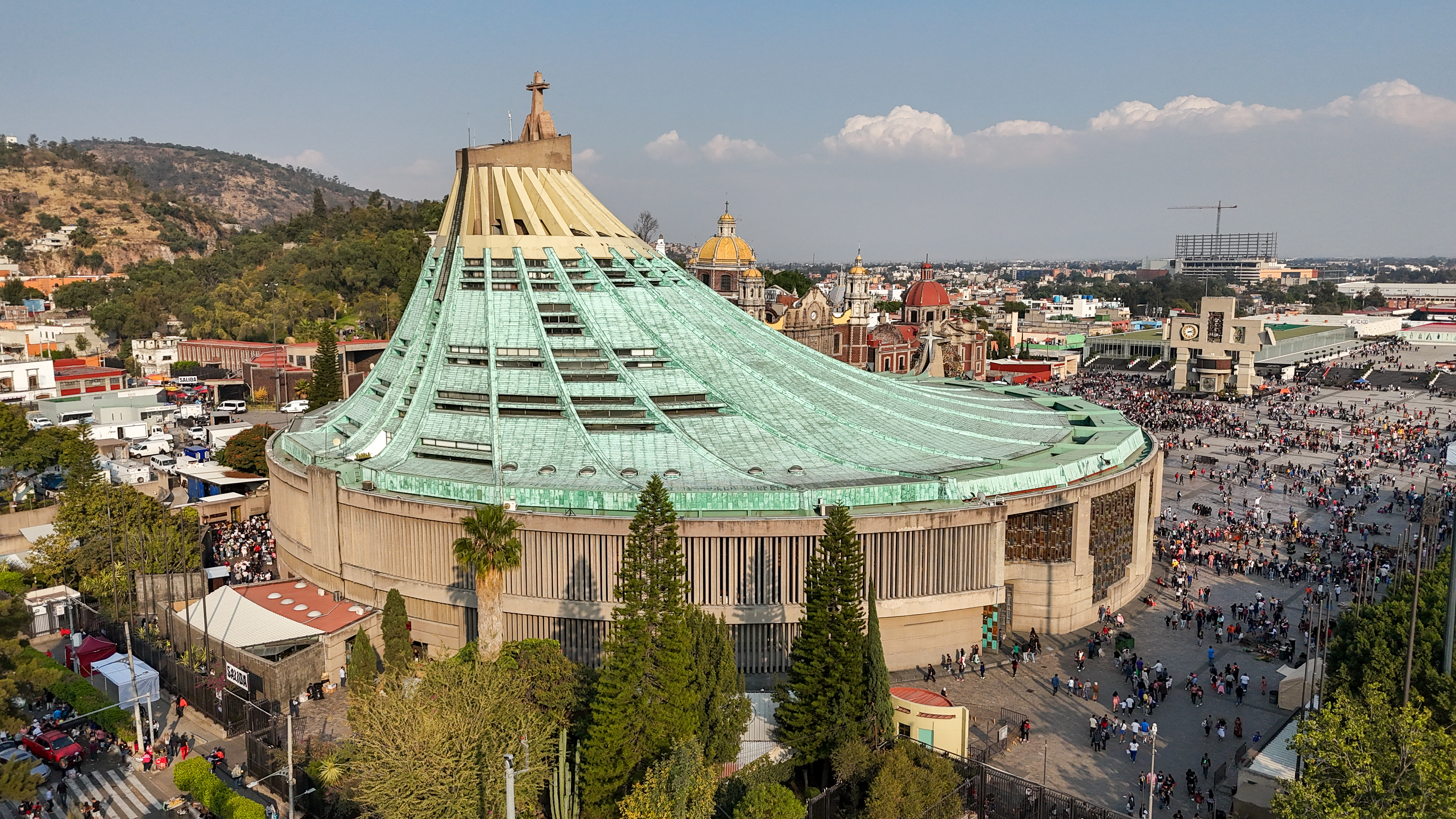
Nueva Basílica de Guadalupe

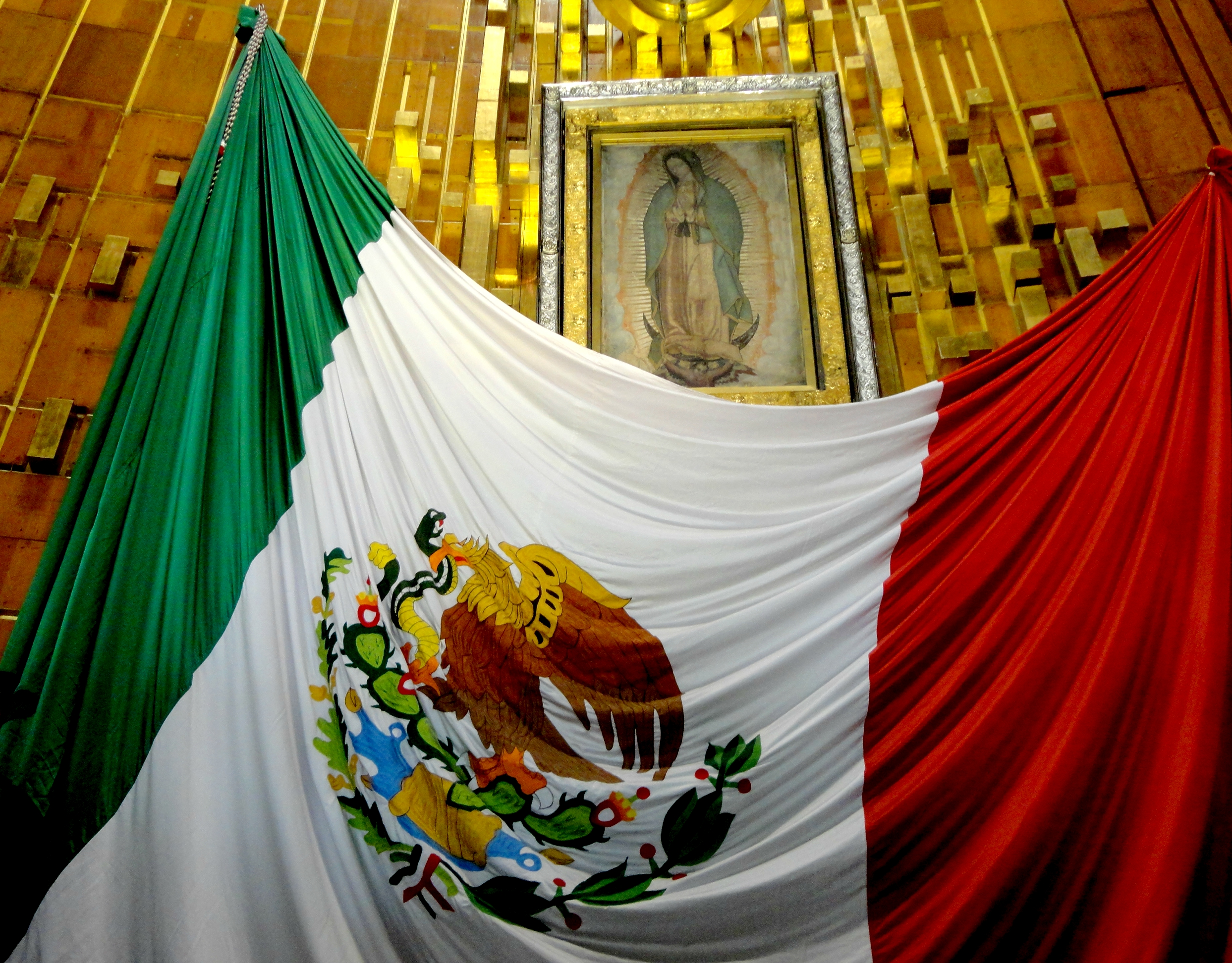
Tilma de la Virgen de Guadalupe en la Nueva Basílica

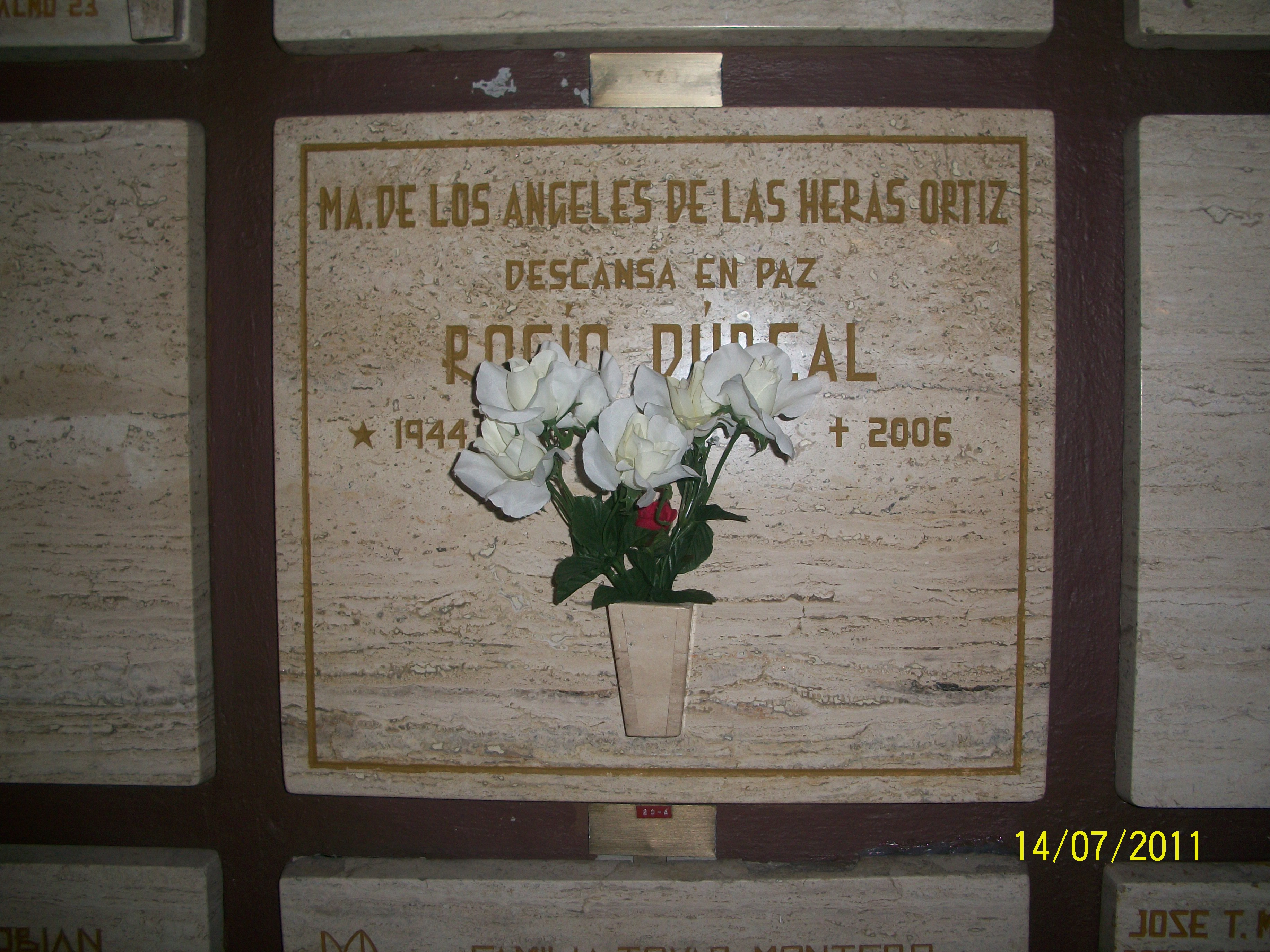
Cripta de Rocío Dúrcal dentro de las criptas en la Basílica.

Es un edificio localizado al poniente del Atrio de las Américas y al sur del cerro del Tepeyac. El edificio fue construido a raíz de la necesidad de albergar a la imagen de la Virgen de Guadalupe y permitir el acceso de una mayor cantidad de peregrinos ya que la inestabilidad del antiguo templo lo había vuelto peligroso para su uso. El nuevo edificio fue diseñado por los arquitectos: José Luis Benlliure, Pedro Ramírez Vázquez, Alejandro Schoenhofer, fray Gabriel Chávez de la Mora, Antonio S. Gómez Palacio y Javier García Lascuráin. Su construcción comenzó en 1974 durante el mandato de Monseñor Guillermo Schulenburg como abad de la basílica, habiendo contratado al Lic. Odilón Ramírez Pelayo, quien fuera el abogado de la Basílica de Guadalupe durante muchos años y quien realizó todos los trámites legales pertinentes para la adquisición del terreno en donde posteriormente se construiría la Nueva Basílica de Guadalupe. Asimismo, fue el Lic. Odilón Ramírez Pelayo quien contactara a los arquitectos que diseñarían el edificio de la Nueva Basílica de Guadalupe, y quien incluso gestionó la construcción de la pequeña capilla dedicada a la Nueva Basílica de Guadalupe que se encuentra dentro de la Basílica de San Pedro en la Ciudad del Vaticano. El 12 de octubre de 1976 al haber concluido la obra, la imagen guadalupana fue llevada en solemne procesión hacia su nuevo santuario. Teniendo forma circular para simbolizar la tienda que albergó el Arca de la Alianza en su marcha por el desierto, el edificio fue construido con concreto armado para la estructura de la cubierta, y con láminas de cobre para el recubrimiento de la cubierta, las que al estar oxidadas le otorgan un característico color verde.
En 1980, Monseñor Guillermo Schulenburg abad de la basílica, le solicitó a Pedro Medina Guzmán una pintura mural para el sagrario, la cual fue terminada a finales del mismo año llamada "El don de la Resurrección". Así como los murales que se encuentran en las criptas con el tema de las apariciones de la Virgen de Guadalupe a San Juan Diego.
Cuenta con siete accesos al frente sobre los cuales se encuentra una capilla abierta, desde la cual se puede celebrar misa a los presentes en el atrio, con cierta remembranza de los atrios del siglo XVI. Sobre esta capilla se encuentra una cruz monumental, y por sobre ésta y en la cima de la cubierta se encuentra un monograma de María con otra cruz en el centro. Para evitar los asentamientos del terreno registrados en los otros edificios circundantes, este fue construido usando 344 pilotes de control, obra del ingeniero Manuel González Flores.
El hecho que el interior sea circular y libre de apoyos (es decir, auto-portante) hace posible que la imagen de la Virgen de Guadalupe se pueda apreciar desde todos los puntos interiores de la basílica. Dicha imagen se encuentra detrás del altar, bajo una cruz de importantes dimensiones, en un muro con acabado similar al plafón(Así se les conoce a los falsos techos). Para una mejor visibilidad de la imagen, se construyó una pasarela por debajo del altar con bandas transportadoras, que permite que los visitantes la puedan apreciar de la mejor forma posible. El altar tiene un acabado diferente, realizado en mármol y está a varios niveles sobre la asamblea, con el objetivo de resaltar ese sector de la planta.
Este recinto ha recibido la visita de jefes de Estado, deportistas, políticos, artistas y jerarcas católicos o de alguna denominación cristiana, por mencionar a algunos. Recibió también la visita en cuatro ocasiones de su santidad el papa San Juan Pablo II en los años 1979, 1990 (con motivo de la beatificación de San Juan Diego), 1999 (al cierre del sínodo de los obispos de América) y 2002 (por la canonización de San Juan Diego).
En febrero de 2016 recibió también a su santidad el papa Francisco, oficiando una misa en el altar mayor de la Basílica de Guadalupe.

## Controversias
Cada 12 de diciembre, millones de personas peregrinan a la Basílica de Guadalupe en la Ciudad de México para celebrar la fiesta de la Virgen de Guadalupe.
Sin embargo, a muchas de las peregrinaciones se les acercan perros de origen callejero que siguen el curso hasta la basílica donde quedan varados y abandonados.
Erróneamente se ha creado el mito de que los peregrinos son los que llevan a sus perros, y los abandonan en las calles de la Ciudad de México después de la peregrinación al llegar a su destino, debido a que no pueden ingresar al recinto, o porque los peregrinos regresan en transportes que no permiten el acceso de los animales. 
Sea cuál sea el origen del abandono las autoridades y varias asociaciones han pedido apoyo a la comunidad para detener o reducir las cifras que se generan cada año de abandono animal.